# Alex Pearce
Alexander James Pearce, född 9 november 1988, är en skotsk-irländsk fotbollsspelare som spelar för Millwall i The Championship, England.